# Siemens Mobility
Siemens Mobility' er et tysk datterselskab i Siemens AG, der varetager mobilitet indenfor jernbaneteknologi og intelligente transportsystemer. Selskabet kan inddeles i fire forretningsdivisioner: Mobilitetsstyring, jernbane-elektrificering, tog og kundeservice. Virksomheden blev etableret 1. august 2018 efter en restrukturering i Siemens.